# Kamenovo
Kamenovo es un pueblo ubicado en la municipalidad de Petrovac, en el distrito de Braničevo, Serbia.

## Superficie
Posee una superficie de 15,12 kilómetros cuadrados.

## Demografía
Hasta 2011 la población era de 914 habitantes, con una densidad de población de 60,46 habitantes por kilómetro cuadrado.